# Entidade (administração)
Entidade é uma pessoa jurídica pública ou privada dotada de personalidade jurídica própria. Quando se tratando de Entidade pública é formada pela administração indireta.  Quando se quer falar algo sobre um grupo de empresas (público ou privadas), geralmente se dá o termo entidade por ser o termo mais genérico.
A entidade se diferencia de um órgão, tendo em vista que órgão não existe sozinho, não tendo personalidade jurídica autônoma. Os órgãos fazem parte tanto da administração indireta, quanto da administração direta.

## Tipos de entidades
No âmbito público as entidades podem ser: 
- Estatais,
- Autarquias,
- Paraestatais,
- Empresas públicas,
- Fundações,
- Institutos e
- Serviços sociais autônomos.

No âmbito privado as entidades podem ser:
- Empresa privadas,
- Associações e
- Cooperativas.